# Други талас феминизма
Феминизам другог таласа је израз којим се означавају појединци, организације и идеологије које су у другој половини 20. века почеле доминирати феминистичким покретом у САД и другде у свету. Те су се струје појавиле након успешно извојеване борбе за политичку и правну једнакост мушкараца и жена, иза које је, по мишљењу нове генерације феминисткиња требало да следи борба за економску и друштвену једнакост, односно брисање де факто неједнакости између мушкараца и жена.
Остварење тих циљева се видело пре свега кроз настојање да се одбаци традиционални концепт породице односно родних улога у њој, који су, према феминисткињама другог таласа, биле средство којим су се жене држале у покорности. Везаност жена уз породицу и децу их је спречавало да се, попут мушкараца, посвете каријери. Зато је један од важних циљева феминизма другог таласа било увођење репродуктивних права, односно права на коришћење контрацепције и абортус.
Феминизам другог таласа је свој врхунац у САД доживео 1970-их када су многи од његових циљева постали део законодавства. Феминизам другог таласа је заслужан и за увођење коедукације на велики број америчких образовних институција, дотада сегрегираних по полу. Такође је свој одраз нашао и у популарној култури, односно Холивуду који је продуцирао ТВ серије недвосмислено феминистичке оријентације, као и акцијским филмовима којима по први пут доминирају жене као протагонисти.
Међутим, крајем 1970-их је тадашњи амерички либерализам почео слабити, а сам феминистички покрет се почео делити по односу према порнографији и хомосексуалности. Те су поделе свој одраз нашле и у другим државама, где су многе жене прихватиле феминизам првенствено кроз изложеност америчкој популарној култури.
Незадовољство стањем жена у САД и другде у западном свету се од почетка 1990-их почело одражавати кроз нови феминистички покрет који себе назива феминизмом трећег таласа.